# Kukës prefektur
Kukes prefektur (alb. Qarku i Kukësit) är en av Albaniens tolv prefekturer. Den bestod fram till 2014 av distrikten Has, Kukes och Tropoja med Kukes som residensstad.
Kukes prefektur är sedan 2014 indelad i kommunerna Has, Kukës och Tropojë.
Andra orter i Kukës prefektur är Bajram Curr, Fierzë och Kruma.
| Kommuner | Admistrativa enheter i kommunen                                                                                                 | Tidigare distrikt |
| -------- | --- | ----------------- |
| Has      | Fajzë, Gjinaj, Golaj, Kruma | Has               |
| Kukës    | Arrën, Bicaj, Bushtricë, Grykë Çajë, Kalis, Kolsh, Kukës, Malzi, Shishtavec, Shtiqën, Surroj, Tërthor, Topojan, Ujëmisht, Zapod | Kukës             |
| Tropoja  | Bajram Curr, Bujan, Bytyç, Fierzë, Lekbibaj, Llugaj, Margegaj, Tropoja                                                          | Tropoja           |